# ایلزه پیترنل
ایلزه پیترنل (آلمانی: Ilse Peternell؛ زادهٔ ۲ دسامبر ۱۹۲۸) بازیگر اهل اتریش است.
از فیلم‌هایی که وی در آن‌ها نقش داشته‌است، می‌توان به هوس‌ها، عطش شدید سه دختر سیری‌ناپذیر اشاره نمود.